# Villers-sous-Pareid
Villers-sous-Pareid è un comune francese di 64 abitanti situato nel dipartimento della Mosa nella regione del Grand Est.

## Società

### Evoluzione demografica
Abitanti censiti